# Горелка
Горелка — устройство, обеспечивающее устойчивое сгорание топлива и возможность регулирования процесса горения.
Обеспечивает испарение (для жидкого топлива), смешивание с воздухом или другим окислителем, формирование факела и распределение пламени.
По способу смешивания топлива и окислителя горелки подразделяются на горелки внутреннего (предварительного) смешивания и горелки наружного смешивания. В горелках внутреннего смешивания топливо и окислитель смешиваются внутри корпуса горелки, а в горелках наружного смешивания — вне его.
По назначению горелки делят на сварочные, осветительные и нагревательные, по типу используемого топлива — газовые, на жидком топливе (дизельное топливо или мазут), комбинированные (газомазутные), твердотопливные (пылеугольные - применяются на паровых котлах ТЭС большой мощности), по способу подачи окислителя — атмосферные и с подводом окислителя. Также горелкой иногда называют герметичную колбу дуговой лампы, в которой происходит разряд.

## История
Первыми горелками были очаги и факелы. В дальнейшем очаг эволюционировал в печь (Дан. 3:49) с топкой, а факелы стали заменяться фитильными масляными светильниками (лампады: греч. λαμπάδας — Мф. 25:3). В 1844 году появилась кофеварка Габет. В 1853 году появились более яркие керосиновые лампы, которые также содержали горелки. В 1892 году горелки стали использоваться в примусах. В XIX веке также появились газовые плиты. Описывая устройство воздушного шара, Жюль Верн в романе Пять недель на воздушном шаре (1863) также описывает кислородно-водородную горелку-шалюмо (10 гл.), "температура которой выше температуры кузнечного горна". В XX веке ограниченное применение имел содержащий горелку керогаз.

## Сварочные горелки
Сварочная горелка предназначена для получения газосварочного пламени для  нагревания и расплавления металла. Каждая горелка имеет устройство, позволяющее регулировать тепловую мощность, состав и форму сварочного пламени. При этом под тепловой мощностью горелки понимают количество теплоты, образующийся в результате сжигания топлива в единицу времени. Состав и форма сварочного пламени определяются соотношением горючего газа и окислителя (например, ацетилена и кислорода).
Сварочные горелки подразделяются следующим образом:
- по способу подачи горючего газа и кислорода в смесительную камеру — инжекторные и безынжекторные;
- по роду применяемого горючего газа — ацетиленовые, для газов-заменителей, для жидких горючих и водородные,
- по назначению — на универсальные (сварка, пайка, наплавка) и специализированные (выполнение одной операции);
- по числу пламени — однопламенные и многопламенные;
- по мощности пламени — малой мощности (расход ацетилена 25—400 дм3/ч), средней мощности (400—2800 дм3/ч), большой мощности (2800 —7000);
- по способу применения — ручные и машинные.

Сварочные горелки должны быть просты и удобны в эксплуатации, обеспечивать безопасность в работе и устойчивое горение сварочного пламени.
Инжекторная горелка — горелка, в которой одна из сред, необходимых для горения, инжектируется другой средой. Например, подача горючего газа в смесительную камеру осуществляется за счет подсоса его струей кислорода, вытекающего с большой скоростью из отверстия сопла. Этот процесс подсоса газа более низкого давления струей кислорода, подводимого с более высоким давлением, называется инжекцией, а горелки данного типа — инжекторными.
Для нормальной работы инжекторных горелок необходимо, чтобы давление кислорода было 1,5—5 кгс/см2, а давление ацетилена значительно ниже — 0,01—1,2 кгс/см2.
Безынжекторная горелка — горелка, в которой горючий газ и подогревающий кислород подаются примерно под одинаковым давлением 0,5—1,0 кгс/см2. В них отсутствует инжектор, который заменен простым смесительным соплом, ввертываемым в трубку наконечника горелки.

## Осветительные горелки
Горелки осветительные — устройства, использующие световое излучение, возникающее при горении топлива,  для целей освещения. Широко использовались для наружного и внутреннего освещения до изобретения электричества. В настоящее время имеют ограниченное применение.
Обычно предпочтение отдают тем осветительным горелкам, у которых расход горючего материала в единицу времени для получения одной и той же силы света, например, 1 кандела является наименьшим. Сила света пламени зависит от природы горючего вещества и от условий горения, главным образом от количества воздуха, участвующего в горении, температуры  и давления окружающей среды и положения пламени (направления вверх или вниз, горизонтальное или наклонное).
Осветительные горелки, в которых в качестве топлива используют газ, подразделяются на четыре основных типа: с открытым пламенем, аргандовые, регенеративные и  накаливания.
Применялись два вида осветительных горелок с открытым пламенем. Это прежде всего горелки, реализующие принцип двойного пламени, образующих совместное пламя в виде рыбьего хвоста. Такие горелки имели два рожка для выхода газа, установленных на отдельных опорах на некотором расстоянии друг от друга под углом 90 град.. В последних моделях рожки имели головки с продольно расположенными отверстиями. Реже, как менее экономичные, применялись разрезные горелки, у которых пламя проходило через узкую щель в каолиновом наконечнике и принимало форму крыла летучей мыши. Горелки "рыбий хвост", как дешевые, простые и способные обеспечить практически полное сгорание газа использовались для внутреннего освещения. Такая горелка расходовала 80-110 литров газа в час и создавала силу света, равную свечению  девяти спермацетовых свечей.
Там, где необходимо было иметь больше света, при меньшем в сравнении с разрезными горелками расходе топлива, употреблялись 
круговые или аргандовые горелки. Эта горелка изобретена французский физиком Аргандом (1755—1803) для масляных ламп, затем была применена для газа. Эта горелка имеет кольцеобразную форму, изготовленную из каолина или фарфора, с рядом мелких отверстий, из которых поступает газ. Горение происходит у каждого отверстия собственным пламенем, но при этом отдельные языки пламени, соприкасаясь наружными краями, образовывают общее цилиндрическое пламя. Новым в этой горелке было то, что было предложено один поток воздуха направить внутрь кольцевого пламени, а второй снаружи пламени за счет тяги, создаваемым ламповым стеклом. Такая конструкция  обеспечивала сильный поток воздуха в горелку. Горелка Арганда при расходе газа примерно 140 литров в час создавало силу света, равную свечению 15 спермацетовых свечей.
Регенеративные осветительные горелки имеют регенератор, в котором осуществляется подогрев воздуха для горения продуктами сгорания. Однако при довольно ярком пламени (более 60 свечей) расход газа также очень велик. Имеется много конструкций таких горелок [Буцке, братьев Сименс, Шульке (J.Shulke) и др.], но общим является то, что в этих горелках газ горит в предварительно разогретом до высокой температуры воздухе.
Последним фундаментальным улучшением конструкции осветительных газовых  горелок была разработка горелки накаливания, патент на которую получил Карл Ауэр фон Вельсбах в 1885 году. Суть изобретения состояла в том, что в горелку помещалось инородное тело, которое при нагревании излучало яркий свет. В качестве инородного тела  была  применена специальным образом изготовленная калильная сетка, которая помещалась в пламя горелки. Это позволило значительно увеличить яркость свечения горелки за счет более полного сгорания топлива и свечения самой сетки. Для изготовления этой сетки хлопчатобумажная ткань пропитывалась смесью из 99% азотнокислого тория и 1% азотнокислого церия, затем сжигалась, а оставшаяся тонкая структура, имеющая вид сетки, помещалась в смесь, содержащую коллодий, серный эфир, камфару и касторовое масло. После такой обработки сетка приобретала способность ярко светиться в нагретом состоянии. Сила света такой горелки соответствует сегодняшней 50 ватной лампе накаливания. По мере использования сила света в горелке уменьшается. Такие горелки были настолько эффективны, что продолжали использоваться еще долгое время, после изобретения электрического освещения. Даже в начале XXI века портативные калильные горелки ещё пользуются популярностью у туристов.

## Нагревательные горелки

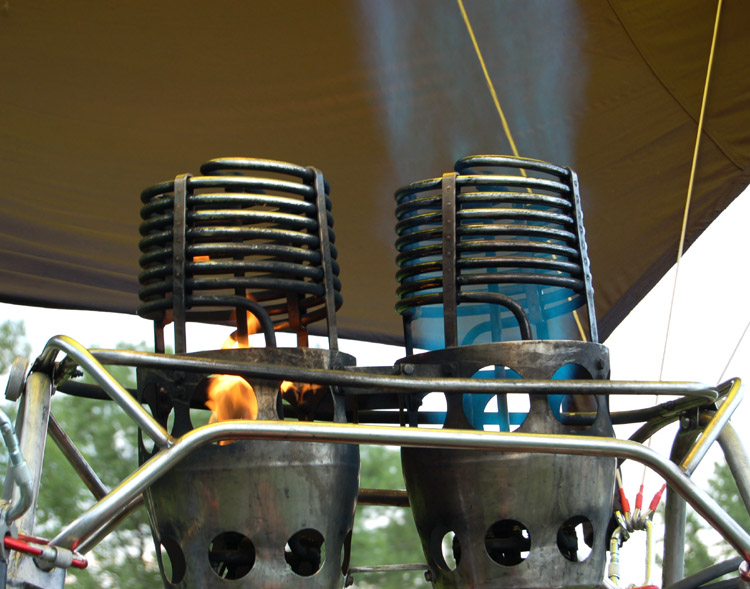
Горелка наполняет горячим воздухом монгольфьер

Основное назначение нагревательных горелок это сжигание топлива в среде атмосферного воздуха для обеспечения требуемого уровня теплопередачи. В качестве газообразного топлива для нагревательных горелок  широко используются природный газ  и сжиженные углеводородные газы. В качестве жидкого топлива в основном применяются бензин, керосин и этиловый спирт.
Газовые горелки для нагревания так устроены, что  газ перед сгоранием предварительно смешивается в них с таким объёмом воздуха, который необходим для полного сгорания. Пламя получается почти бесцветное и наивысшей температуры. Наиболее просто устроена обыкновенная лабораторная бунзеновская горелка. Газ вытекает из сопла инжектора, находящейся у основания горелки; на неё надета более широкая и длинная трубка с отверстиями по бокам для притока воздуха.
Примером простейшей нагревательной горелки для жидкого топлива является спиртовка.
Нагревательные горелки  имеют множество применений (для лабораторн., кухонных целей, отапливания комнат и пр.).

## Плазменные горелки
Плазменные горелки — генераторы проточной плазмы, напр., в потоке аргона (см. Плазмотрон). В таком устройстве, несмотря на название, не происходит горения топлива, однако температура плазмы может быть намного выше чем температура пламени любой горелки. Температура плазмы на выходе из плазмотронов настолько высока, что она позволяет сваривать тугоплавкие металлы и сплавы, которые было бы невозможно сварить даже с помощью термитной смеси или обычной электродуговой сварки. 

## Горелки газовые автоматические с принудительной подачей воздуха
К газовым автоматическим горелкам с принудительной подачей воздуха относятся горелки, оборудованные системами и устройствами, обеспечивающими  автоматический пуск, перевод в рабочее состояние, контроль  параметров и  выключение горелок, при этом  воздух в горелки подается дутьевым устройством (например, вентилятором). Применяются на котельных установках, например на автоматизированных котельных.